# Sherani (Distrikt)
Der Distrikt Sherani (Urdu ضلع شیرانی) ist ein Verwaltungsdistrikt in Pakistan in der Provinz Belutschistan. Sitz der Distriktverwaltung ist die Stadt Stano Raaghah.
Der Distrikt hatte nach der Volkszählung von 2017 eine Fläche von 4.310 km² und 152.952 Einwohner. Die Bevölkerungsdichte liegt bei 35 Einwohner/km².

## Geografie

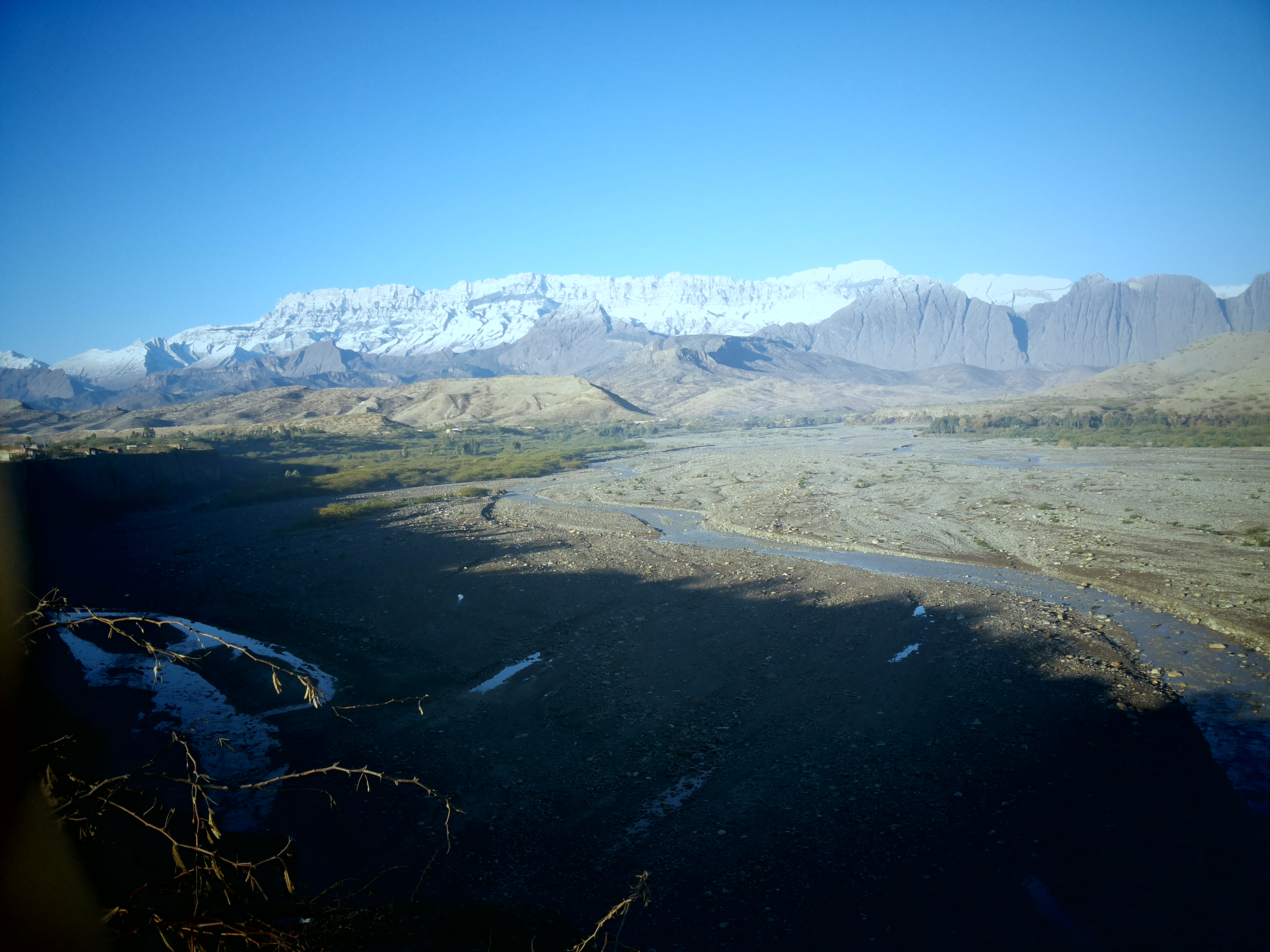
Landschaftsimpression aus dem Distrikt Sherani (Blick auf das Suleiman-Gebirge des westlichen Hindukusch)

Der Distrikt befindet sich im äußersten Nordosten der Provinz Belutschistan, an der Grenze zur Nachbarprovinz Chaibar Pachtunchwa (engl. Khyber Pakhtunkhwa). Ein Großteil von Sherani besteht aus rauem, bergigen und schwer zugänglichen Gelände. Die Höhe über dem Meeresspiegel variiert zwischen 678 und 3.356 m.

## Klima
Das Klima im Bezirk ist im Sommer angenehm und im Winter sehr kalt. Im Herbst wird das Wetter sehr trocken. Die Regenzeit fällt meist auf die Monate Juni, Juli und August. Im Juli bis September kommt es aufgrund der Ablenkung der Monsunwinde vom Punjab nach Westen häufiger zu Gewitterstürmen. Die hochgelegenen Gebiete sind im Winter starkem Schneefall und Schneestürmen ausgesetzt.

## Geschichte
Der Distrikt entstand am 3. Januar 2006 aus Teilen von Zhob und teilte dessen geschichtliche Entwicklung. Wie dieser gilt auch Sherani als ein historisches Kernland der Paschtunen.

## Verwaltungsgliederung
Der Distrikt ist administrativ nicht weiter in Tehsils unterteilt (Stand 2017).

## Demografie
Der Distrikt Sherani ist ethnisch und sprachlich sehr homogen. Paschtunen stellen über 99 % der Bevölkerung und das Paschtunische ist die dominierende Sprache. Die soziale Organisation ist stark durch patriarchale Stammesstrukturen geprägt. Die wichtigsten Stämme sind die Sherani und die Harifal. Die erstgenannten dominieren im Distrikt. Über 99 % der Bevölkerung sind Muslime.
| Jahr | Einwohnerzahl |
| ---- | ------------- |
| 1998 | 81.684        |
| 2017 | 153.116       |

Zwischen 1998 und 2017 wuchs die Bevölkerung um jährlich 3,35 %. Die Bevölkerung lebt zu 100 % in ländlichen Regionen. In 21.213 Haushalten leben 84.994 Männer, 68.115 Frauen und 7 Transgender, woraus sich ein Geschlechterverhältnis von 124,8 Männer pro 100 Frauen ergibt und damit einen für Pakistan typischen Männerüberschuss.
Die Alphabetisierungsrate in den Jahren 2014/15 bei der Bevölkerung ab 10 Jahren liegt bei 38 % (Frauen: 6 %, Männer: 68 %).

## Soziales
Der Distrikt gilt als äußerst unterversorgt und unterentwickelt, was die ärztliche Versorgung und die Bildung angeht. Im Jahr 2021 gab es nur ein staatliches Krankenhaus im Distrikt, ohne regulär dort arbeitende Ärzte. Es gab ein einziges College, vier höhere Schulen und einige Mittelschulen. Es gab keine einzige Mädchenschule. Der Distrikt wurde als einer der rückständigsten von ganz Belutschistan charakterisiert.

## Wirtschaft
Die Gegend wird landwirtschaftlich nur extensiv genutzt. Die Böden sind im Allgemeinen wenig ertragreich und Wassermangel stellt ein Problem dar. Einkommensquellen bietet die Forstwirtschaft. Die unkontrolliert vor sich gehende Abholzung der örtlichen Wälder stellt ein zunehmendes Problem dar. Ein bekannteres Produkt sind Pinienzapfensamen von Pinus gerardiana (Chalghoza). Am 26. Juni 2021 wurde im Distrikt eine Fabrik zur Verarbeitung von Pinienzapfen eröffnet. Die durch die FAO mitfinanzierte Fabrik verfolgt auch das Ziel die örtliche Bevölkerung zu einer nachhaltigen Waldnutzung anzuleiten. Viele Distriktbewohner arbeiten zeitweise als Gastarbeiter in den Golfstaaten.